# Bozoma Saint John
Bozoma "T.Boz" Saint John (Middletown, Connecticut; 21 de enero de 1977) es una empresaria y ejecutiva de mercadeo estadounidense que fue directora de marketing (CMO) de Netflix durante diecisiete meses. Anteriormente, se desempeñó como CMO en Endeavor durante dos años y directora de marca (CBO) en Uber durante un año. Saint John también fue ejecutiva de marketing en Apple Music hasta junio de 2017, tras incorporarse a la empresa en su adquisición de Beats Music. Desde 2005 hasta 2014, trabajó en PepsiCo, y finalmente se desempeñó como directora de marketing de música y entretenimiento. En mayo de 2021, Leading Ladies Africa la nombró entre las 50 mujeres líderes africanas más influyentes de dentro del ámbito empresarial y empresarial.

## Primeros años de vida
Saint John nació en Middletown, Connecticut, hija del reverendo Appianda Arthur y de Aba Enim-Arthur. La familia se trasladó a Ghana cuando ella tenía seis meses. En su primera infancia, su familia también vivió en Nairobi (Kenia) y Washington D. C.. Regresaron a Estados Unidos y se establecieron en Colorado Springs (Colorado) cuando ella tenía 12 años. Su padre era clarinetista y miembro del ejército de Ghana antes de emigrar a Estados Unidos para cursar estudios de posgrado. Saint John cita a su padre como su mayor inspiración.
En 1999, Saint John se licenció en Estudios Ingleses y Afroamericanos en la Universidad de Wesleyan. Su padre se doctoró en etnomusicología en 1977, también en Wesleyan. Su hermana Alua Arthur es abogada y doula de la muerte.

## Carrera

### Mercadeo
Después de la universidad, Saint John trabajó en las agencias de publicidad Arnold Worldwide y Spike DDB de Spike Lee. También trabajó en la marca de moda Ashley Stewart, donde fue vicepresidenta de marketing.
Saint John se incorporó a PepsiCo como directora sénior de marketing en 2005. Más tarde dirigió la incursión de PepsiCo en el marketing basado en festivales de música como directora de marketing de música y entretenimiento. Permaneció en la empresa durante casi una década antes de incorporarse a Beats Music en 2014, cuando Jimmy Iovine de Beats reclutó a Saint John basándose en su experiencia en marketing musical. Saint John se trasladó de Nueva York a Los Ángeles para dirigir el marketing de la empresa.
Beats fue adquirida poco después por Apple, y Saint John se convirtió en la jefa de marketing de consumo global para iTunes y Apple Music, desplazándose entre Los Ángeles y la sede de Apple en Cupertino varias veces a la semana. Los periodistas describieron la presentación de Saint John del rediseñado Apple Music en el escenario durante la Apple Worldwide Developers Conference de 2016 como su momento decisivo, con una «pasión» y una personalidad cautivadoras que cautivaron tanto al público local como al público en línea. Biz Carson, de Business Insider, dijo que su aparición ayudó a enfatizar la completa reconstrucción de Apple de su software Apple Music. BuzzFeed escribió que era la persona «más cool» que había subido al escenario en una keynote de Apple.
En junio de 2017, Saint John se convirtió en directora de marca de Uber. Un año después, Saint John dejó Uber para unirse a Endeavor como directora de marketing. Mientras trabajaba en Endeavor, Saint John ayudó a dirigir un proyecto de “crisis” de marca para Papa John's Pizza después de que el fundador de la empresa, John Schnatter, utilizara un lenguaje racista en una conferencia telefónica.
Netflix nombró a Saint John su nueva directora de marketing el 30 de junio de 2020, convirtiéndola en la tercera directora de marketing de la empresa en 2019-2020. Fue la primera ejecutiva afroamericana de nivel C en Netflix. Saint John sustituyó a Jackie Lee-Joe, que dejó la empresa por motivos personales. Saint John comenzó su nuevo cargo en agosto de 2020 y lo abandonó en marzo de 2022.

### Redacción e incursión en podcasts
En mayo de 2020, Saint John lanzó un podcast de iHeart Media de serie limitada junto con la periodista Katie Couric, Back to Biz with Katie and Boz. El podcast comenzó centrándose en cómo las pequeñas y grandes empresas de todo el país comenzaron a reabrir durante la pandemia de coronavirus, pero después del asesinato de George Floyd se amplió para centrarse también en el racismo sistémico y la reforma de la justicia penal.
Saint John escribió unas memorias tituladas The Urgent Life, en las que describe su trabajo como ejecutiva de marketing, la pérdida de su marido y su conversión en madre soltera. La fecha de publicación es el 21 de febrero de 2023 por Viking Press.

### Otros trabajos
En enero de 2021, Saint John impartió un programa intensivo corto (SIP) para candidatos de MBA en la Escuela de Negocios de Harvard llamado "Anatomía de un Badass". 
En mayo de 2024, se anunció que Saint John se uniría al elenco de The Real Housewives of Beverly Hills, como miembro principal del elenco para la próxima decimocuarta temporada.

## Filantropía
Saint John lanzó la iniciativa #ShareTheMicNow en Instagram junto a Luvvie Ajayi, Glennon Doyle y Stacey Bendet. El 10 de junio de 2020, 52 mujeres negras se apoderaron de los feeds de Instagram de 52 mujeres blancas con grandes plataformas para llamar la atención sobre el trabajo que están realizando para catalizar el cambio. Saint John se apoderó de la cuenta de Instagram de destacadas mujeres negras como Elaine Welteroth, Angelica Ross, Christine Michel Carter, y Gia Peppers se apoderó de las cuentas de mujeres caucásicas como Julia Roberts, Elizabeth Warren y Diane von Fürstenberg.
Entre las actividades filantrópicas de Saint John figuran representar a Pencils of Promise como embajadora mundial en Ghana y formar parte de las juntas directivas de Girls Who Code y Vital Voices. Saint John ha sido miembro del Consejo Asesor del Presidente de la Universidad Wesleyan, su alma mater. También es miembro del Consejo Asesor Negro para Impact, una iniciativa del Consejo de Diseñadores de Moda de Estados Unidos para abordar la exclusión sistemática de la población negra en la industria de la moda.
En mayo de 2022, Saint John ingresó en el Salón de la Fama del Marketing de la Asociación Americana de Marketing.

## Vida personal
Bozoma St. John estuvo casada con Peter Saint John desde 2003, hasta su muerte en 2013 a causa de un linfoma. Tuvieron dos hijos.  

## Premios y honores
- 2015: Billboard, Top de mujeres en Música
- 2016: Billboard, Ejecutiva femenina del año
- 2016: Fortune, 40 menores de 40[19]
- 2017: Becario Henry Crown en el Instituto Aspen[20]
- Ad Age, artículo sobre las 50 personas más creativas, innovadores y estrellas menores de 40 años[21]
- Adweek, las personalidades más interesantes de la publicidad[22]
- Ébano , 100 ejecutivos poderosos
- Fast Company , 100 personas más creativas[23]
- Fortune , Disruptores [24]
- Las 100 mujeres más inspiradoras del año según la revista Glitz Africa